# 海上警備行動
海上警備行動（かいじょうけいびこうどう）とは、防衛大臣が、海上における人命若しくは財産の保護又は治安の維持のため特別の必要があると判断した場合に命ぜられる、自衛隊の部隊による海上における必要な行動をいう。1999年（平成11年）の「能登半島沖不審船事件」に際し、初めて発動された。

## 概要
強力な武器を所持していると見られる艦船・不審船が現れる等、海上保安庁の対応能力を超えていると判断されたときに、防衛大臣の命令により発令される海上における治安維持のための行動である。
自衛隊法82条に規定されたものであり、自衛隊法93条に権限についての規定が定められている。海上における治安出動に相当し、警察官職務執行法・海上保安庁法が準用される。発令に当たっては、閣議を経て、内閣総理大臣による承認が必要である。
相手船舶が本格的に日本への攻撃の意思を明らかにして、海上警備行動でも対応できない場合は、防衛出動が発令されるが、これは防衛大臣に命令権がなく、内閣総理大臣が直接発令する。防衛大臣が発令できるもので最高位のものが海上警備行動である。
なお、この海上警備行動は保安庁法にも同様の要件で定められていたが、保安庁時代には発令されたことはなかった。現在は、単に「自衛隊の部隊」と規定されており、陸上自衛隊及び航空自衛隊の部隊も海上警備行動に参加することができるが、かつての保安庁法によると、海上自衛隊の前身である「警備隊の部隊」とされており、陸上自衛隊の前身である保安隊の部隊は行動することはできなかった。

## 発令事例

### 能登半島沖不審船事件（1999年）
1999年（平成11年）3月24日0時50分に海上自衛隊創設以来初の海上警備行動が発令され、同時に他国の艦船・装備品に対する武器の使用が行われた。この事件を教訓に、平時における臨検を行うための特別警備隊が創設されることとなった。また、護衛艦付き立入検査隊の立入検査用装備の強化、各護衛艦への12.7mm機関銃の装備及び銃架の整備、哨戒ヘリコプターへの7.62mm機関銃の搭載等の対処能力の強化が図られた。

### 漢級原子力潜水艦領海侵犯事件（2004年）
2004年（平成16年）11月10日午後8時45分に海上自衛隊創設以来2度目となる海上警備行動が発令される。この数日前から中国海軍（人民解放軍海軍）の原子力潜水艦が日本領海である先島諸島周辺海域を潜航しながら通過中であると海上自衛隊は認識していた。中国政府が中国海軍所属潜水艦による日本領海侵犯を認めない中で、日本政府は国籍不明潜水艦として海上警備行動を発令した。
海上自衛隊は護衛艦「くらま」「ゆうだち」及び航空機「P-3C」による追跡を行ったが、武器は使用しなかった。
後日、中国政府は同潜水艦が中国海軍所属であったことを公式に認めた。

### ソマリア沖の海賊対策（2009年 - ）
- 日本政府は2009年1月16日、東アフリカのソマリア沖の海賊対策に当たり、海上警備行動をもって対処する方針を固めたことを明らかにした[2]。同月20日に国会内で開かれた海賊対策プロジェクトチームの会合でまとめられた報告案は次のとおり。
  1. 保護の対象は日本船籍、日本人及び日本の貨物を運搬する外国船舶など、日本が関与するもの
  2. 司法警察活動は護衛艦に同乗する海上保安官が実施
  3. 武器の使用は刑法36条1項（正当防衛）及び37条1項前段（緊急避難）に規定する状況下に限定
  4. 防衛大臣は部隊派遣に先立ち実施計画を国会に報告する。
- 1月28日、浜田靖一防衛大臣は海上自衛隊に対し、海上警備行動発令することを予定とし、派遣準備命令を発出した[3]。
- 3月13日、閣議決定に基づき海上警備行動が発令される[4][5]。14日、護衛艦2隻（「さざなみ」と「さみだれ」）が広島県呉基地より出港。
- 7月24日、海賊行為の処罰及び海賊行為への対処に関する法律（通称 : 海賊対処法、平成21年6月24日法律第55号）の施行に伴い、以後の活動根拠は海賊対処法となる。

## 関連法規
- 自衛隊法第82条
  - 防衛大臣は、海上における人命若しくは財産の保護又は治安の維持のため特別の必要がある場合には、内閣総理大臣の承認を得て、自衛隊の部隊に海上において必要な行動をとることを命ずることができる。
- 自衛隊法第93条（海上における警備行動時の権限）
  - 1. 警察官職務執行法第七条の規定は、第八十二条の規定により行動を命ぜられた自衛隊の自衛官の職務の執行について準用する。
  - 2. 海上保安庁法第十六条、第十七条第一項及び第十八条の規定は、第八十二条の規定により行動を命ぜられた海上自衛隊の三等海曹以上の自衛官の職務の執行について準用する。
  - 3. 海上保安庁法第二十条第二項の規定は、第八十二条の規定により行動を命ぜられた海上自衛隊の自衛官の職務の執行について準用する。この場合において、同法第二十条第二項中「前項」とあるのは「第一項」と、「第十七条第一項」とあるのは「前項において準用する海上保安庁法第十七条第一項」と、「海上保安官又は海上保安官補の職務」とあるのは「第八十二条の規定により行動を命ぜられた自衛隊の自衛官の職務」と、「海上保安庁長官」とあるのは「防衛大臣」と読み替えるものとする。
  - 4. 第八十九条第二項の規定は、第一項において準用する警察官職務執行法第七条の規定により自衛官が武器を使用する場合及び前項において準用する海上保安庁法第二十条第二項の規定により海上自衛隊の自衛官が武器を使用する場合について準用する。